# IC 1081
IC 1081 је спирална галаксија у сазвјежђу Вага која се налази на листи објеката дубоког неба у Индекс каталогу.
Деклинација објекта је - 19° 14' 21" а ректасцензија 14h 58m 55,0s. Привидна величина (магнитуда) објекта IC 1081 износи 13,9 а фотографска магнитуда 14,8. IC 1081 је још познат и под ознакама ESO 581-9, MCG -3-38-36, PGC 53525.